# ॻ
Cette page contient des caractères spéciaux ou non latins. S’ils s’affichent mal (▯, ?, etc.), consultez la page d’aide Unicode.
ॻ, appelé g̈a et transcrit g̈, est une consonne de l’alphasyllabaire devanagari utilisée dans l’écriture du sindhi.

## Utilisation
En sindhi, ‹ ॻ › représente une consonne occlusive injective vélaire /ɠ/.
Elle est utilisée par exemple dans le mot ॻुड़ु (g̈uṛu, ڳُڙُ), « jaggery, gur ».

## Représentations informatiques
| formes | représentations | chaînes de caractères | points de code | descriptions                                     |
| ------ | --------------- | --------------------- | -------------- | ------------------------------------------------ |
| pleine | ॻ               | ॻ                     | U+097B         | lettre devanagari gga                            |
| morte  | ॻ्               | ॻ◌्                    | U+097B U+094D  | lettre devanagari gga, symbole devanagari virama |